# 永新乡
永新乡，是中华人民共和国甘肃省白银市靖远县下辖的一个乡镇级行政单位。

## 行政区划
永新乡下辖以下地区：
砂河村、九队村、松柏村、二队村、卧牛村、永新村、新泉村、青杨村、旱沟村、水沟村和圈湾村。